# Saint-Germain-de-la-Coudre
Saint-Germain-de-la-Coudre – miejscowość i gmina we Francji, w regionie Normandia, w departamencie Orne.
Według danych na rok 1990 gminę zamieszkiwały 752 osoby, a gęstość zaludnienia wynosiła 29 osób/km² (wśród 1815 gmin Dolnej Normandii Saint-Germain-de-la-Coudre plasuje się na 300. miejscu pod względem liczby ludności, natomiast pod względem powierzchni na miejscu 55.).